# Slimane Nebchi
Slimane Nebchi, znan kot Slimane, francoski pevec in besedilopisec, * 13. oktober 1989.

## Kariera
Slimane se je rodil 13. oktobra 1989 v Chellesu, Seine-et-Marne v Franciji. Njegovi stari starši so alžirskega porekla, ki so se preselili v Pariz. Leta 2015 je dobil stransko vlogo v francoskem muzikalu Marie-Antoinette et le Chevalier de Maison-Rouge Didierja Barbeliviena, ki je bil predvajan leta 2017. Leta 2016 se je pri 26 letih udeležil avdicije za 5. sezono oddaje The Voice.  Dne 14. maja 2016 je v oddaji osvojil naslov s 33 % glasov javnosti in zmagal.
Novembra 2023 je bilo objavljeno, da bo zastopal Francijo na Pesmi Evrovizije 2024 s pesmijo »Mon amour«. V finalu je zasedel 4. mesto s 445 točkami.

## Diskografija

### Studijski albumi
| Naslov                                                                            | Podrobnosti                                                                                          | Najvišje uvrstitve na lestvicah | Najvišje uvrstitve na lestvicah | Najvišje uvrstitve na lestvicah | Najvišje uvrstitve na lestvicah | Najvišje uvrstitve na lestvicah | Najvišje uvrstitve na lestvicah |
| Naslov                                                                            | Podrobnosti                                                                                          | FRA                             | BEL (Fl)                        | BEL (Wa                         | GER                             | SWI                             | SWI (Ro)                        |
| --------------------------------------------------------------------------------- | --- | ------------------------------- | ------------------------------- | ------------------------------- | ------------------------------- | ------------------------------- | ------------------------------- |
| »À bout de rêves«                                                                 | - Objavljeno: 8. julija 2016 - Založba: Capitol - Format: zgoščenka, digitalni prenos, pretakanje    | 1                               | 116                             | 1                               | —                               | 4                               | 1                               |
| »Solune«                                                                          | - Objavljeno: 26. januarja 2018 - Založba: Capitol - Format: zgoščenka, digitalni prenos, pretakanje | 2                               | —                               | 1                               | —                               | 8                               | 1                               |
| »VersuS« (skupaj s Vitaa)                                                         | - Objavljeno: 23. avgusta 2019 - Založba: Capitol - Format: zgoščenka, digitalni prenos, pretakanje  | 1                               | 78                              | 1                               | 99                              | 6                               | 1                               |
| »Chroniques d'un Cupidon«                                                         | - Objavljeno: 2. septembra 2022 - Založba: Noé - Format: digitalni prenos, pretakanje                | 1                               | 83                              | 1                               | —                               | 6                               | 1                               |
| »—« označuje album, ki se ni uvrstil na lestvico ali ni bil izdan na tem ozemlju. | |                                 |                                 |                                 |                                 |                                 |                                 |

### EP
| Naslov            | Podrobnosti                                                                             |
| ----------------- | --------------------------------------------------------------------------------------- |
| »Tourne le monde« | - Objavljeno: 5. aprila 2011 - Založba: Jasamara - Format: digitalni prenos, pretakanje |

### Pesmi
| Naslov                                                                             | Leto | Najvišja pozicija na lestivah | Najvišja pozicija na lestivah | Najvišja pozicija na lestivah | Najvišja pozicija na lestivah | Najvišja pozicija na lestivah | Najvišja pozicija na lestivah | Album / EP                         |
| Naslov                                                                             | Leto | FRA                           | AUT                           | BEL (Wa)                      | IRE                           | LTU                           | SWE                           | Album / EP                         |
| ---------------------------------------------------------------------------------- | ---- | ----------------------------- | ----------------------------- | ----------------------------- | ----------------------------- | ----------------------------- | ----------------------------- | ---------------------------------- |
| »Paname«                                                                           | 2016 | 10                            | —                             | —                             | —                             | —                             | —                             | À bout de rêves                    |
| »Le vide«                                                                          | 2016 | 68                            | —                             | —                             | —                             | —                             | —                             | À bout de rêves                    |
| »Adieu«                                                                            | 2016 | 75                            | —                             | —                             | —                             | —                             | —                             | À bout de rêves                    |
| »Abîmée« (z Léa Castel)                                                            | 2016 | 37                            | —                             | 8                             | —                             | —                             | —                             | À bout de rêves                    |
| »La famille ça va bien!«                                                           | 2016 | 139                           | —                             | —                             | —                             | —                             | —                             | À bout de rêves                    |
| »Frérot«                                                                           | 2017 | 163                           | —                             | —                             | —                             | —                             | —                             | À bout de rêves                    |
| »J'en suis là«                                                                     | 2017 | 195                           | —                             | —                             | —                             | —                             | —                             | Solune                             |
| »Viens on s'aime«                                                                  | 2017 | 103                           | —                             | 10                            | —                             | —                             | —                             | Solune                             |
| »Luna« (skupaj z Boosteejem)                                                       | 2018 | —                             | —                             | 10                            | —                             | —                             | —                             | Solune                             |
| »Nous deux«                                                                        | 2018 | —                             | —                             | 13                            | —                             | —                             | —                             | Solune                             |
| »Je te le donne« (skupaj z Vitaa)                                                  | 2019 | 12                            | —                             | 3                             | —                             | —                             | —                             | VersuS                             |
| »Versus« (skupaj z Vitaa)                                                          | 2019 | 159                           | —                             | 35                            | —                             | —                             | —                             | VersuS                             |
| »Ça va ça vient« (skupaj z Vitaa)                                                  | 2019 | 42                            | —                             | 4                             | —                             | —                             | —                             | VersuS                             |
| »Avant toi« (skupaj z Vitaa)                                                       | 2019 | 11                            | —                             | 2                             | —                             | —                             | —                             | VersuS                             |
| »Pas beaux« (skupaj z Vitaa)                                                       | 2019 | 112                           | —                             | 5                             | —                             | —                             | —                             | VersuS                             |
| »Ça ira« (skupaj z Vitaa)                                                          | 2020 | 178                           | —                             | 20                            | —                             | —                             | —                             | VersuS - Chapitre II               |
| »De l'or« (skupaj z Vitaa)                                                         | 2020 | 109                           | —                             | 8                             | —                             | —                             | —                             | VersuS - Chapitre II               |
| »XY« (skupaj z Vitaa)                                                              | 2021 | 182                           | —                             | 47                            | —                             | —                             | —                             | VersuS                             |
| »Belle« (skupaj z Dadjujem in Gimsom)                                              | 2021 | 36                            | —                             | —                             | —                             | —                             | —                             | Le fléau                           |
| »Y'a rien« (skupaj s Hatikom)                                                      | 2021 | 103                           | —                             | —                             | —                             | —                             | —                             | Noyé: vague à l'âme (Suite et fin) |
| »La recette«                                                                       | 2022 | 39                            | —                             | 7                             | —                             | —                             | —                             | Chroniques d'un cupidon            |
| »Des milliers de je t'aime«                                                        | 2022 | 30                            | —                             | 7                             | —                             | —                             | —                             | Chroniques d'un cupidon            |
| »Chez toi« (skupaj s Claudiem Capéom)                                              | 2023 | 110                           | —                             | 19                            | —                             | —                             | —                             | Chroniques d'un cupidon            |
| »Mon amour«                                                                        | 2023 | 2                             | 45                            | 4                             | 76                            | 8                             | 24                            | Essentiels                         |
| »—« označuje singel, ki se ni uvrstil na lestvico ali ni bil izdan na tem ozemlju. |      |                               |                               |                               |                               |                               |                               |                                    |